# Јанез Јанша
Јанез Јанша (Гросупље, 17. септембар 1958) негде и Иван Јанша јесте словеначки политичар. Јанша је предсједник Словеначке демократске странке, бивши премијер Републике Словеније и бивши министар одбране Републике Словеније.

## Биографија
Рођен је 17. септембра 1958. године као Иван, од родитеља из Гросупља крај Љубљане. Један је од познатијих словеначких дисидената. Суђено му је у једном од последњих политичких процеса који су најавили распад СФРЈ. У време рата у Словенији је био министар одбране (на тој дужности до 1994).

## Кријумчарење оружја током распада СФРЈ
Бивши агент словеначке војнообавјештајне службе је у марту 2011. оптужио Јанеза Јаншу да је током распада Југославије када је вршио дужност министра одбране Словеније, био укључен у кријумчарење оружјем. Јаншу је за шверц оружјем оптужио и аустријски новинар у својој књизи „Шта нам можете“, гдје је навео да је Јанез узимао провизију од 250.000 долара по броду за оружје које је ишло у Републику Хрватску и Републику БиХ.

## Дела
- Podružbljanje varnosti in obrambe ('The Socialization of Security and Defence', уредник); Љубљана: Republiška konferenca ZSMS, 1984.
- Stane Kavčič, Dnevnik in spomini ('The Memoirs of Stane Kavčič', коаутор са Игором Бавчаром; Љубљана: ČKZ, 1988.
- Na svoji strani ('On One's Own Side', збирка чланака); Љубљана: ČKZ, 1988.
- Premiki: nastajanje in obramba slovenske države 1988–1992; Љубљана: Mladinska knjiga, 1992. English translation: The Making of the Slovenian State, 1988–1992: the Collapse of Yugoslavia; Љубљана: Mladinska knjiga, 1994.
- Okopi: pot slovenske države 1991–1994 ('Trenches: the Evolution of the Slovenian State, 1991–1994'); Љубљана: Mladinska knjiga, 1994.
- Sedem let pozneje ('Seven Years Later'). Љубљана: Založba Karantanija, 1994.
- Osem let pozneje ('Eight Years Later', коаутор са Иваном Борштнером и Давидом Тасићем); Љубљана: Založba Karantanija, 1995.
- Dvajset let pozneje, Okopi II ('Twenty Years Later, Trenches II'). Љубљана: Založba Mladinska knjiga, 2014.
- White panther : the first book of The kingdom of Noric. Лондон: IndieBooks, 2018.[5][6]